# Paul de Rousiers
Paul de Rousiers (* 16. Januar 1857 in Rochechouart/Westfrankreich; † 28. März 1934 in Paris) war ein französischer Wirtschafts- und Sozialwissenschaftler.
Rousiers’ Hauptinteresse waren die Verbände und Organisationen der Wirtschaft. In Frankreich gilt er (1898) als «sociologue et praticien du syndicalisme», was sein Arbeitsfeld aber nur unvollständig wiedergibt. In seinen Methoden und Interessen war er multidisziplinär, sozial- und wirtschaftswissenschaftlich. Neben dem Thema der Gewerkschaften befasste er sich mit unternehmerischen Zusammenschlüssen, mit Kartellen und Trusts. Er war ein anerkannter Kenner der USA und ihrer Lebensverhältnisse. 1904 schrieb er das Vorwort zur französischen Übersetzung eines Buches von Theodore Roosevelt, des amerikanischen Präsidenten von 1901 bis 1909. Rousiers nahm in der französischen Wissenschaftlergemeinde eine Führungsrolle ein – in etwa vergleichbar mit der Gustav Schmollers, des Nestors der Historischen Schule, dessen Bezugsperson er auch war. 1905 lobte Schmoller Rousiers „als den fähigsten Beobachter und Schilderer der amerikanischen Trusts“. Rousiers war bereits zu Anfang des 20. Jh. zum Doyen der älteren französischen Kartelltheorie aufgestiegen, die ihren Gegenstand noch mit syndicats industriels bezeichnete. Er war international bekannt, respektiert und wurde im In- und Ausland oft zitiert. Einige seiner Bücher – die mit starkem Bezug zu den USA oder Großbritannien – wurden auch ins Englische übersetzt. Für die Wirtschaftskonferenz des Völkerbunds 1927 verfasste Rousiers vorbereitende Materialien.

## Schriften des Autors
- La Vie Américaine. Firmin-Didot, Paris 1892 (online).
- American Life. Firmin-Didot, Paris 1892 (online).
- Le trade unionisme en Angleterre. Colin, Paris 1896.
- The Labour Question in Britain. Macmillan and Co, London-New York 1896 (online).
- Les industries monopolisées trusts aux États-Unis. Colin, Paris 1898.
- Les syndicats industriels de producteurs en France et à l'étranger. Trusts-Cartells-Comtoirs. Colin, Paris 1901.
- Hambourg et l'Allemagne contemporaine. Colin, Paris 1902.
- Les grands ports de France - leur rôle économique. Colin, Paris 1909.
- Les Syndicats industriels de producteurs en France et à l'Étranger. Trusts-Cartells-Comptoirs-Ententes internationales. Colin, Paris 1912.(online).
- L'élite dans la société moderne. Son rôle. Colin, Paris 1914.
- Les grandes industries modernes. Colin, Paris 1924–1928.
- Les cartels et les trusts et leur évolution. Préparé pour le Comité préparatoire de la Conférence économique internationale. Publications de la Société des Nations, Genève 1927.

## Schriften über den Autor
- Antoine Savoye, «Paul de Rousiers, sociologue et praticien du syndicalisme», Cahiers Georges Sorel, Nr. 6, 1988, 52–77.
- Robert Liefmann, «Neuere französische Kartelliteratur», Jahrbücher für Nationalökonomie und Statistik, 26, 3 (1903), S. 676–690.